# Aterrizaje de panza

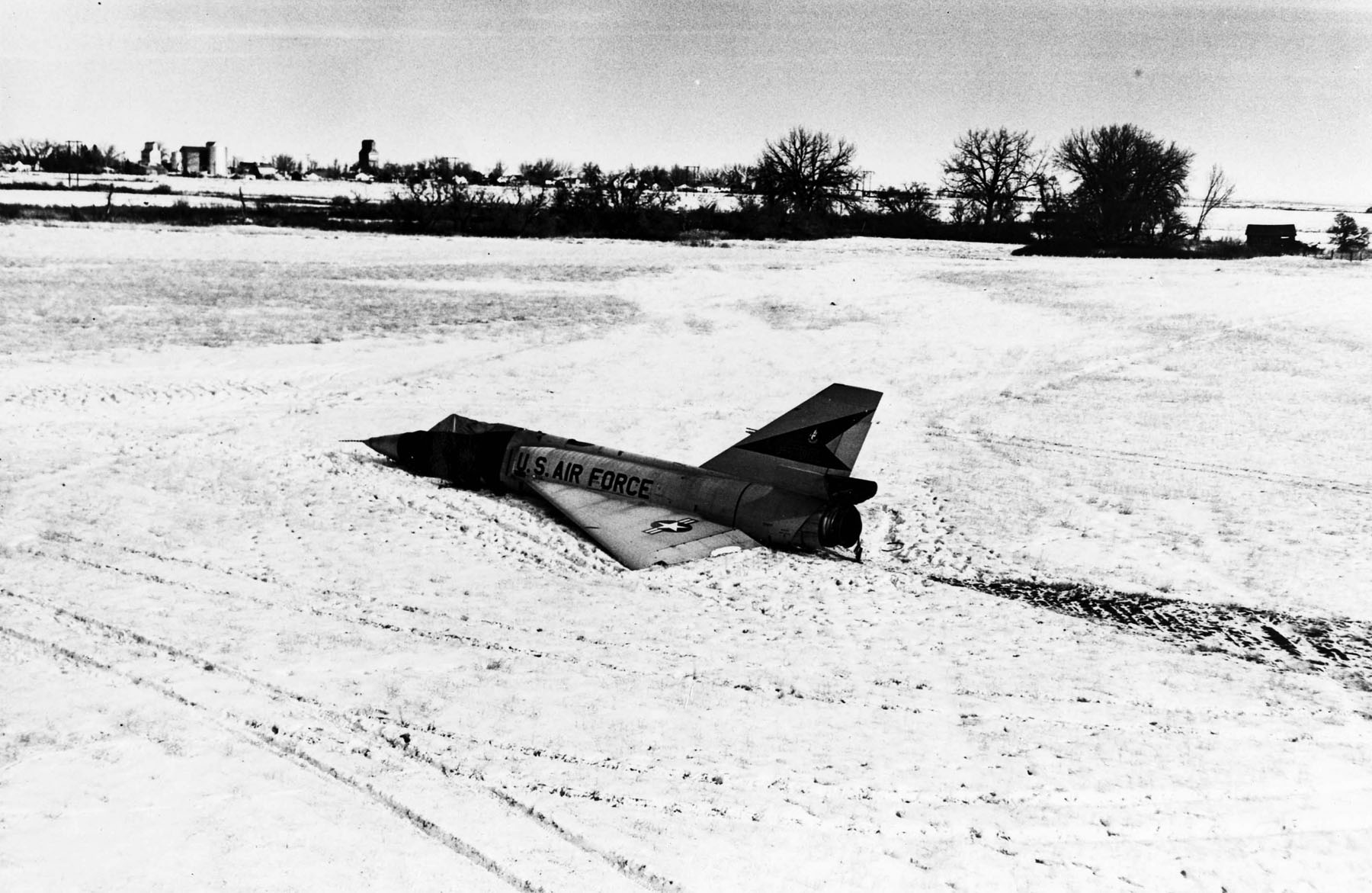
Este Convair F-106 Delta Dart realizó un aterrizaje de panza sin tripulación.

Un aterrizaje de panza o aterrizaje con tren plegado es cuando una aeronave aterriza sin su tren de aterrizaje completamente desplegado y utiliza su parte inferior, o panza, como elemento de aterrizaje principal. Normalmente el término aterrizaje con tren plegado se refiere a incidentes en los cuales el piloto se olvida de desplegar el tren de aterrizaje, mientras que aterrizaje de panza se refiere a incidentes en los que un fallo mecánico impide al piloto desplegar el tren.

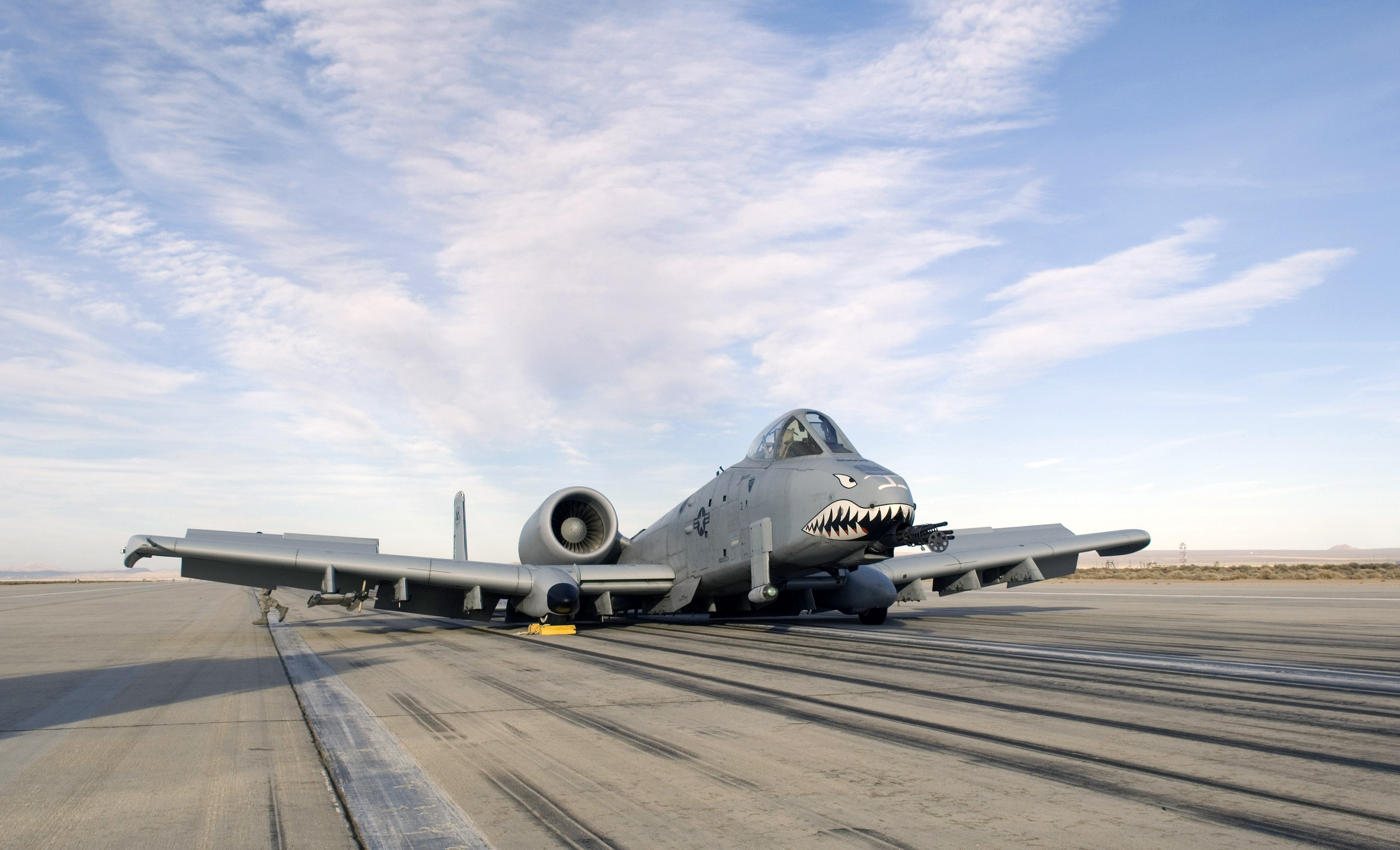
Un Fairchild-Republic A-10 Thunderbolt II después de realizar un aterrizaje de emergencia en la Edwards AFB.

Durante un aterrizaje de panza es normal que el avión sufra grandes daños. Estos aterrizajes conllevan el riesgo de que la aeronave se dé la vuelta, desintegre, o incendie si el aterrizaje es demasiado rápido o demasiado duro. Se necesita una precisión extrema para garantizar que el avión aterriza lo más recto y nivelado posible mientras se mantiene al mismo tiempo suficiente velocidad para conservar el control. Circunstancias adversas como fuertes vientos cruzados, baja visibilidad, daños en el avión, o mandos/instrumentos que no responden aumentan en gran medida la peligrosidad de realizar un aterrizaje de panza. A pesar de todo, estos aterrizajes son uno de los tipos de accidentes de aviación más comunes, y normalmente no resultan fatales si se ejecutan con cuidado.